# Grimstone (Dorset)
Grimstone – osada w Anglii, w hrabstwie Dorset. Leży 7 km na północny zachód od miasta Dorchester i 188 km na południowy zachód od Londynu.